# Cerro Paco Khaua
Cerro Paco Khaua är ett berg i Bolivia.   Det ligger i departementet Oruro, i den sydvästra delen av landet, 400 km väster om huvudstaden Sucre. Toppen på Cerro Paco Khaua är 5 009 meter över havet.
Terrängen runt Cerro Paco Khaua är huvudsakligen lite bergig. Trakten runt Cerro Paco Khaua är nära nog obefolkad, med mindre än två invånare per kvadratkilometer.. 
Omgivningarna runt Cerro Paco Khaua är i huvudsak ett öppet busklandskap.